# Arbetstillstånd
Arbetstillstånd är ett tillstånd en person kan behöva för att kunna arbeta i ett visst land. Oftast används det i betydelsen att personen söker tillstånd att arbeta i ett land där denne inte är medborgare. Beroende på vilket land personen kommer ifrån och var denne vill söka arbete så finns det olika regler och möjligheter. Det kan även skilja sig mellan olika yrken. I vissa länder kan det vara väldigt svårt eller omöjligt att få arbetstillstånd utanför landgränserna.
Det är i allmänhet enklare att få anställning utomlands om arbetssökande besitter ett kompetensområde som det i landet finns brist på. Arbetsgivarna är de som bedömer ifall de behöver utländsk arbetskraft.

## Länder

### Inom Europeiska unionen
Som unionsmedborgare i Europeiska unionen har man rätt att söka arbete i samtliga medlemsstater samt i Island, Norge, Schweiz och Liechtenstein på samma villkor som inhemska medborgare, utom i undantagsfall.
Av de europeiska medborgarna är det ca 2 procent som bor och arbetar i en annan medlemsstat än sitt ursprungsland.
Tredjelandsmedborgare kan erhålla arbetstillstånd i enlighet med nationell rätt i varje medlemsstat. Därutöver finns det ett EU-blåkort för högkvalificerad arbetskraft som gäller inom hela unionen.

#### Sverige
Innan en person kan få ett arbetstillstånd i Sverige bör denne ha fått ett erbjudande till arbete. Det går alltså inte få ett arbetstillstånd för att sedan resa dit och söka jobb. Det måste knytas till en viss arbetsgivare och ska avse viss typ av arbete. Migrationsverket eller i vissa fall regeringen beslutar vem som ska få arbetstillstånd. Detta ger då en person, som inte är svensk medborgare rätt att arbeta i Sverige. Tillståndet krävs dock inte ifall personen i fråga tillhör EU/EES området eller är medborgare i Schweiz, och om personen har varit i Sverige längre än tre månader så är denne tvungen att meddela till Migrationsverket. Personer som har uppehållsrätt eller permanent uppehållstillstånd behöver inte ha arbetstillstånd och det finns fler speciella regler kring att arbeta i Sverige som berör vissa yrkesgrupper eller vissa medborgare.
Arbetstillstånd ska ges för viss tid men inte längre än två år åt gången.

### USA
För att som utlänning arbeta i USA behövs ett amerikanskt arbetsvisum som kallas Green Card. Visumet kan fås på olika sätt men det vanligaste är att arbetsgivare ordnar det åt personen de vill anställa och det kallas då för ett H-1B-visum. Det går då via en organisation eller ett amerikanskt företag och ofta krävs någon specifik yrkeskompetens för att de ska vilja anställa en.
Det finns också något som heter Diversity Immigrant Visa Program, vilket är ett slags lotteri av permanenta uppehållstillstånd i USA. Det är dock endast möjligt för de länder där antalet immigranter till USA de senaste fem åren inte överstigit siffran 50 000.
Ett annat alternativ är Non-Immigrant-Visa som är ett uppehållstillstånd i ungefär ett år. Detta är oftast till för turister eller de som ska arbeta under en kortare tid i USA.